# ماری لئو پتی
ماری لئو پتی (به انگلیسی: Mary Lou Petty-Skok) (زادهٔ ۱۵ آوریل ۱۹۱۵ - درگذشته ۲ آوریل ۲۰۱۴) یک شناگر اهل ایالات متحده آمریکا بود.